# Вибух на заводі добрив у Техасі
31°48′58″ пн. ш. 97°05′17″ зх. д. / 31.816° пн. ш. 97.088° зх. д.

Вибух на заводі добрив у Техасі стався 17 квітня 2013 року близько 19:50 за місцевим часом у місті Вест, Техас. Причиною вибуху стало загоряння на території заводу одного з резервуарів з безводним аміаком.
19 квітня мер міста Вест оприлюднив офіційні дані про кількість загиблих. За його даними, жертвами інциденту стали 14 людей. Четверо з них — пожежники, які на момент вибуху гасили пожежу на заводі. При цьому ЗМІ міста Вест повідомили, що понад 160 людей зазнали поранень, а від 35 до 40 осіб вважають зниклими безвісти.
Геологічна служба США повідомила, що вибух спровокував коливання земної поверхні магнітудою 2,1 У результаті вибуху постраждали будинки у радіусі 25 кілометрів від епіцентру трагедії.